# Donald à l'armée
Série Donald Duck
Pour plus de détails, voir Fiche technique et Distribution.
Donald à l'armée (Donald Gets Drafted) est un court métrage d'animation américain de la série des Donald Duck, sorti le 1er mai 1942 réalisé par les studios Disney.

## Synopsis
Donald Duck reçoit son avis d'incorporation et se voit engagé sous les drapeaux, rattaché au sergent Pat Hibulaire qui doit le former.

## Fiche technique
- Titre original : Donald Gets Drafted
- Titre français : Donald à l'armée
- Série : Donald Duck
- Réalisateur : Jack King
- Scénario : Carl Barks, Jack Hannah
- Animateur[2] : Paul Allen, James Armstrong, Hal King, Ed Love, Ray Patin, Retta Scott, Judge Whitaker
- Layout : Bill Herwig
- Voix : Clarence Nash (Donald), Billy Bletcher (Pat), John McLeish (voix additionnelles)
- Producteur : Walt Disney
- Société de production : Walt Disney Productions
- Distributeur : RKO Radio Pictures
- Date de sortie : 1er mai 1942
- Format d'image : Couleur (Technicolor)
- Musique : Paul J. Smith
- Durée : 9 min
- Langue : (en)
- Pays :  États-Unis

## Voix françaises
- Sylvain Caruso : Donald Duck
- Michel Vocoret : Sergent Pat Hibulaire
- ??? : l'officier

## Commentaires
Dans ce film, Donald est confronté à la guerre en raison de la Seconde Guerre mondiale. Pour Dave Smith, c'est le premier film de Disney ayant pour thème la guerre.

## Titre en différentes langues
D'après IMDb : 
- Suède : Kalle Anka tar värvning